# صموئيل فرانكلين كودي
صموئيل فرانكلين كودي (بالإنجليزية: Samuel Franklin Cowdery)‏ هو طيار أمريكي، ولد في 6 مارس 1867 في دافنبورت في الولايات المتحدة، وتوفي في 7 أغسطس 1913 في ألدرشوت في المملكة المتحدة.